# Asfa-Wossen Asserate

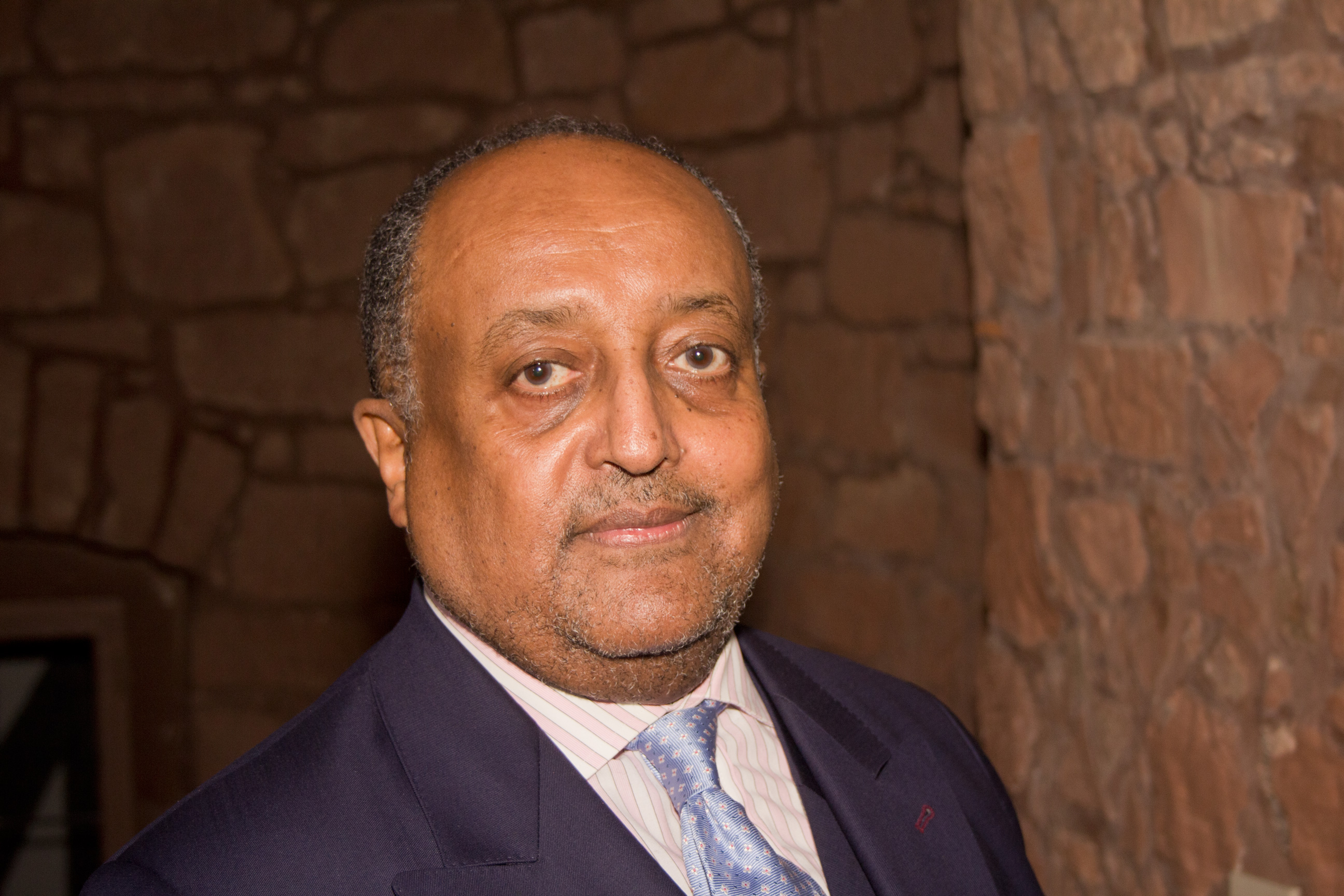
Príncipe Asfa-Wossen Asserate em 2012

Le'ul Ras  Dr. Asfa-Wossen Asserate ( amárico : አስፋ ወሰን ዓሥራተ) (nascido em 31 de outubro de 1948, Addis Abeba, Etiópia ) é analista político etíope- alemão e consultor de assuntos africanos e do Oriente Médio e best-seller autor. Membro da realeza etíope, é sobrinho-neto do último imperador da Etiópia Haile Selassie I, bisneto da imperatriz Menen e filho do último presidente do Conselho Imperial da Coroa, Le'ul Ras (Duke) Asserate Kassa e sua esposa Leult (princesa) Zuriash Worq Gabre-Iqziabher.

## Vida
Le'ul Ras (príncipe) Asfa-Wossen nasceu em 1948 em Addis Abeba, onde freqüentou a escola alemã  e recebeu seu " Abitur ". Ele estudou direito, economia e história na Universidade de Tübingen e no Magdalene College, em Cambridge . Em 1978, ele recebeu um Ph.D. com honras na história da Etiópia na Universidade de Frankfurt.
Em 1974, a aquisição dos Derg na Etiópia impossibilitou que ele voltasse à terra de seus antepassados: seu pai e outros 60 dignitários do governo imperial foram executados sem julgamento e todos os membros da família imperial foram mantidos em parentes e parentes. detenção por mais de uma década pelo Derg.
Enquanto na Alemanha Ocidental, a Asfa-Wossen Asserate fundou o grupo de direitos humanos da Etiópia, chamado Conselho de Liberdades Civis da Etiópia (CCLE)  e fez campanha pela libertação de todos os presos políticos e de sua família detida até o fim da ditadura de Mengistu. Depois de deixar a universidade, Asserate trabalhou como assessor de imprensa da Frankfurter Messegesellschaft (1978–1980), e como diretor do departamento de imprensa e informações da feira de negócios de Düsseldorf e como jornalista freelancer (1980–1983). Em 1981, ele se tornou um cidadão alemão.
Desde 1983, ele trabalha como consultor para assuntos africanos e do Oriente Médio, assessorando empresas alemãs de médio porte no que diz respeito à promoção de exportações para esses países.
Como analista político, ele escreveu um número considerável de artigos e ensaios em jornais diários alemães e publicações aprendidas. Em 1994, ele fundou a Orbis Aethiopicus, a Sociedade para a Preservação e Promoção da Cultura Etíope, que realiza congressos científicos com foco na cultura, história e arqueologia etíopes e coloca um grande esforço para transmitir o antigo patrimônio cultural da Etiópia para a nova geração.
Seus livros publicados incluem o best-seller de etiqueta Manieren ("Manners", 2003), uma biografia de 2015 intitulada King of Kings: The Triumph and Tragedy of Emperor Haile Selassie I of Ethiopia, e, mais recentemente, African Exodus: Migration and the Future of Europe (2018).

## Trabalho literário
- Die Deutsche Schule in Addis Abeba – aus äthiopischer Sicht. In: Zeitschrift für Kulturaustausch, Ethiopia special edition 1973 release, E 7225 F.S., pp. 162–175.
- Manieren. Frankfurt am Main: Eichborn, 2003, 388 pages, ISBN 3-8218-4739-5
- as editor, with Aram Mattioli: Der erste faschistische Vernichtungskrieg. Die italienische Aggression gegen Äthiopien 1935–1941. Köln: SH-Verlag, 2006; ISBN 978-3-89498-162-4 (Italien in der Moderne 13)
- as editor: Adolph Freiherr Knigge: Benjamin Noldmanns Geschichte der Aufklärung in Abessynien. Frankfurt am Main: Eichborn, 2006; ISBN 3-8218-4569-4.
- Ein Prinz aus dem Hause David und warum er in Deutschland blieb ("A prince of the house of David and why he remained in Germany"). Frankfurt am Main: Scherz, 2007; ISBN 978-3-502-15063-3
- Draußen nur Kännchen. Meine deutschen Fundstücke. Frankfurt am Main: Scherz, 2010; ISBN 978-3-502-15157-9
- Afrika. Die 101 wichtigsten Fragen und Antworten. Munich: C. H. Beck, 2010; ISBN 978-3-406-60096-8
- Integration oder die Kunst, mit der Gabel zu essen. Munich: Utz, 2011; ISBN 978-3-8316-4044-7
- Contributions to the English Encyclopaedia Aethiopica; ISBN 3-447-04746-1
- Der letzte Kaiser von Afrika – Triumph und Tragödie des Haile Selassie. Berlin: Propyläen, 2014; ISBN 978-3549074282
- King of Kings: The Triumph and Tragedy of Emperor Haile Selassie I of Ethiopia, Haus Publishing, 2015. Foreword by Thomas Pakenham. ISBN 978-1910376140ISBN 978-1910376140[8]
- African Exodus: Migration and the Future of Europe, Haus Publishing, 2018. Introduction by David Goodhart. ISBN 978-1910376904ISBN 978-1910376904

## Prêmios
- 2004: Prêmio Adelbert von Chamisso (para Manieren ) [9]
- 2008: Senador Honorário da Universidade Eberhard Karls de Tübingen
- 2011: Prêmio Walter Scheel do Ministério Federal de Cooperação e Desenvolvimento Econômico
- 2011: Prêmio Listros
- 2015: Prêmio Jacob Grimm[10]

## Escritórios honorários
- Membro do Conselho de Inovação do Ministério Federal de Cooperação e Desenvolvimento Econômico.
- Membro do Conselho de Antigos Alunos da Universidade Johann Wolfgang Goethe.
- Fundador e Presidente do Conselho de Patronos da ORBIS AETHIOPICUS, a sociedade para a preservação e promoção da Cultura Etíope (desde 1994).
- Presidente do Conselho da Sociedade de Museus da Etiópia.
- Presidente do Conselho Consultivo da Associação Alemã-Etíope de Estudantes e Pós-Graduação (DÄSAV e. V. )
- Patrono do Projeto E (Etiópia, Educação, Inglês).
- Patrono do Conselho Nacional de Artes da Etiópia (ENAC).
- Presidente do Conselho de Liberdades Civis da Etiópia (CCLE).
- Cliente do TheMoveForwardProject.
- Protetor Real das Ordo Milícias Christi Templi Hierosolymitani (2008).[11]